# Coppa Italia 2005-2006
La Coppa Italia 2005-2006 è stata la 59ª edizione della manifestazione calcistica.
È iniziata il 6 agosto 2005 e si è conclusa l'11 maggio 2006. È stata vinta dall'Inter, per la seconda volta consecutiva.

## Formula del torneo
Da questa edizione, e la novità proseguirà per tutte le annate successive, cambia radicalmente la formula di svolgimento.
L'intera manifestazione si articola su turni successivi ad eliminazione diretta: primo, secondo e terzo turno eliminatorio in gara unica; poi con partite di andata e ritorno: ottavi di finale, quarti di finale, semifinali e finali.
Le 72 squadre partecipanti (20 squadre di Serie A, 22 di Serie B e 30 squadre indicate dalla Lega Professionisti di Serie C) sono posizionate in un tabellone di tipo tennistico con posti pre-assegnati dal n.1 al n.72.
Le società partecipanti entrano nella competizione in due momenti distinti: 8 squadre (“teste di serie”) a partire dagli ottavi di finale.
Le teste di serie sono costituite dalla società vincitrice della Coppa Italia 2004-2005, ovvero l'Inter, più le società partecipanti alla Serie A che
hanno acquisito il diritto di partecipare alle Coppe Europee per la stagione 2005/2006 (le posizioni in tabellone sono assegnate secondo l'ordine di classifica 2004/2005). Le altre 64 squadre entrano a partire dal primo turno eliminatorio.
Il tabellone guida gli accoppiamenti di tutti i turni successivi sino alla finale, senza che si dia luogo a sorteggio per determinare gli stessi.

## Preliminari

### Primo turno
Le gare del primo turno si sono svolte il 6 e 7 agosto 2005.
| Squadra 1      | Risultato       | Squadra 2     |
| -------------- | --------------- | ------------- |
| Empoli         | 2 - 1           | Pizzighettone |
| Sangiovannese  | 0 - 2           | Crotone       |
| Cavese         | 0 - 1           | Parma         |
| Padova         | 3 - 0(tav.)     | Triestina     |
| Cittadella     | 3 - 2           | Modena        |
| Lumezzane      | 1 - 2           | Ternana       |
| Livorno        | 3 - 0           | Forlì         |
| Genoa          | 0 - 3(tav.)     | Catanzaro     |
| Pro Patria     | 0 - 1           | AlbinoLeffe   |
| Treviso        | 0 - 1           | Manfredonia   |
| San Marino     | 1 - 3           | Cagliari      |
| Grosseto       | 2 - 0           | Mantova       |
| Massese        | 0 - 1           | Atalanta      |
| Pisa           | 1 - 1 (6-5 dtr) | Catania       |
| Juve Stabia    | 1 - 2           | Siena         |
| Frosinone      | 0 - 3(tav.)     | Avellino      |
| Pro Sesto      | 0 - 1           | Brescia       |
| Lanciano       | 0 - 3           | Arezzo        |
| Valenzana      | 0 - 5           | Chievo        |
| Sambenedettese | 2 - 4           | Cremonese     |
| Martina        | 1 - 2           | Bari          |
| Ascoli         | 2 - 0           | Acireale      |
| Monza          | 1 - 1 (5-3 dtr) | Lecce         |
| Pavia          | 2 - 1           | L.R. Vicenza  |
| Verona         | 2 - 0           | Teramo        |
| Lucchese       | 1 - 2 (dts)     | Piacenza      |
| Giugliano      | 1 - 2 (dts)     | Reggina       |
| Napoli         | 2 - 0           | Pescara       |
| Ravenna        | 0 - 1           | Bologna       |
| Spezia         | 0 - 1 (dts)     | Cesena        |
| Fiorentina     | 4 - 0           | Cisco Roma    |
| Pistoiese      | 0 - 1           | Rimini        |

Note
1. 1 2 3 4 5 6  Inversione di campo rispetto all'esito del sorteggio.

| Arbitro: | Lops (Torino) |

|                        |           |             |
| Almirón 24’ Tavano 30’ | Marcatori | 79’ Piccolo |

| Arbitro: | Banti (Livorno) |

|  |           |                              |
|  | Marcatori | 18’ (rig.) Juric 57’ Maietta |

| Arbitro: | Squillace (Catanzaro) |

|  |           |           |
|  | Marcatori | 48’ Dedic |

| Arbitro: | Mazzoleni (Bergamo) |

|                              |           |            |
| Maniero 51’ La Grotteria 58’ | Marcatori | 17’ Godeas |

| Arbitro: | Saccani (Mantova) |

|                            |           |                     |
| Amore 61’ Colussi 65’, 81’ | Marcatori | 8’ Gemiti 53’ Tisci |

| Arbitro: | Girardi (San Donà di Piave) |

|          |           |                       |
| Matri 7’ | Marcatori | 66’, 68’ (rig.) Frick |

| Arbitro: | Mazzoleni (Bergamo) |

|                                       |           |  |
| Lucarelli 16’, 22’ (rig.) Morrone 81’ | Marcatori |  |

| Alessandria 7 agosto 2005, ore 18.00 CEST Primo turno | Genoa                     | 0 – 3 (tav.) referto | Catanzaro | Stadio Giuseppe Moccagatta \| Arbitro: \| Dondarini (Finale Emilia) \| |
| Arbitro:                                              | Dondarini (Finale Emilia) |                      |           |                                                                        |

| Arbitro: | Romeo (Verona) |

|  |           |             |
|  | Marcatori | 45’ Joelson |

| Arbitro: | Stefanini (Prato) |

|  |           |             |
|  | Marcatori | 31’ Vadacca |

| Arbitro: | Tombolini (Ancona) |

|            |           |                                             |
| Meloni 52’ | Marcatori | 45+1’ Abeijon 50’ (rig.) Suazo 69’ Langella |

| Arbitro: | Pieri (Lucca) |

|                                   |           |  |
| D'Isanto 55’ Bertani 90+7’ (rig.) | Marcatori |  |

| Arbitro: | Trefoloni (Siena) |

|  |           |            |
|  | Marcatori | 55’ Soncin |

| Arbitro: | Palanca (Roma 1) |

|                                           |                      |                                          |
| Pasino 78’                                | Marcatori            | 68’ Nardini                              |
| Ragatzu Giardina Pasino Grassi Pellecchia | Tiri di rigore 5 – 4 | Russo Caserta Spinesi De Zerbi Cardinale |

| Arbitro: | Herberg (Messina) |

|              |           |                         |
| Castaldo 37’ | Marcatori | 52’ Portanova 85’ Nanni |

| Arbitro: | Messina (Bergamo) |

|                                            |                      |                                 |
| Cipriani Bellè Fialdini Ginestra De Cesare | Tiri di rigore 5 – 3 | Allegretti Millesi León Cinelli |

| Arbitro: | Gava (Conegliano) |

|  |           |                |
|  | Marcatori | 59’ Possanzini |

| Arbitro: | Ciampi (Roma 1) |

|  |           |                                               |
|  | Marcatori | 42’ D'Anna 54’ Antonini 74’ (rig.) Sinigaglia |

| Arbitro: | Marelli (Como) |

|  |           |                                                     |
|  | Marcatori | 9’, 36’, 64’ Amauri 21’ Antonelli Agomeri 83’ Bruno |

| Arbitro: | Rodomonti (Roma 1) |

|                         |           |                                                   |
| Martini 32’, 61’ (rig.) | Marcatori | 42’, 49’ (rig.), 73’ Prisciandaro 79’ Marchesetti |

| Arbitro: | Giannoccaro (Lecce) |

|               |           |                       |
| Minorelli 65’ | Marcatori | 3’, 90+3’ Vantaggiato |

| Arbitro: | De Santis (Roma 1) |

|                         |           |  |
| Ferrante 28’ Fini 45+1’ | Marcatori |  |

| Arbitro: | De Marco (Chiavari) |

|                                       |                      |                                   |
| Federici 87’ (rig.)                   | Marcatori            | 31’ Marianini                     |
| Scazzola Bertolini Tricarico Federici | Tiri di rigore 4 – 2 | Ledesma Camorani Diamoutene Pellè |

| Arbitro: | Brighi (Cesena) |

|                               |           |             |
| Napolitano 75’ La Cagnina 77’ | Marcatori | 89’ Schwoch |

| Arbitro: | Pantana (Macerata) |

|                           |           |  |
| Pulzetti 50’ Adaílton 57’ | Marcatori |  |

| Arbitro: | Rizzoli (Bologna) |

|           |           |                       |
| Nardi 18’ | Marcatori | 67’ Riccio 115’ Cacia |

| Arbitro: | Ayroldi (Molfetta) |

|                |           |                          |
| Di Roberto 68’ | Marcatori | 5’ Mozart 107’ Missiroli |

| Arbitro: | Farina (Novi Ligure) |

|                       |           |  |
| Calaiò 45+1’ Sosa 81’ | Marcatori |  |

| Arbitro: | Rocchi (Firenze) |

|  |           |             |
|  | Marcatori | 2’ Bellucci |

| Arbitro: | Collina (Viareggio) |

|  |           |                  |
|  | Marcatori | 120’ Ciaramitaro |

| Arbitro: | Bergonzi (Genova) |

|                                                  |           |  |
| Fiore 6’ Toni 12’ Pazzini 82’ Božinov 86’ (rig.) | Marcatori |  |

| Arbitro: | Tagliavento (Terni) |

|  |           |                  |
|  | Marcatori | 24’ (rig.) Motta |

### Secondo turno
Le gare del secondo turno si sono svolte il 13-14 e 15 agosto 2005.
| Squadra 1   | Risultato       | Squadra 2   |
| ----------- | --------------- | ----------- |
| Crotone     | 2 - 3 (dts)     | Empoli      |
| Cittadella  | 0 - 0 (7-6 dtr) | Ternana     |
| Catanzaro   | 0 - 0 (2-4 dtr) | Livorno     |
| Manfredonia | 3 - 2           | AlbinoLeffe |
| Grosseto    | 1 - 2           | Cagliari    |
| Napoli      | 1 - 0           | Reggina     |
| Pisa        | 0 - 1           | Atalanta    |
| Avellino    | 0 - 1           | Siena       |
| Arezzo      | 2 - 2 (6-7 dtr) | Brescia     |
| Cremonese   | 0 - 1           | Chievo      |
| Bari        | 2 - 1           | Ascoli      |
| Monza       | 1 - 1 (4-5 dtr) | Pavia       |
| Piacenza    | 2 - 1           | Verona      |
| Cesena      | 1 - 0           | Bologna     |
| Rimini      | 1 - 2 (dts)     | Fiorentina  |
| Padova      | 0 - 1           | Parma       |

| Arbitro: | Marelli (Como) |

|                        |           |                               |
| Jurić 90+4’ Russo 107’ | Marcatori | 85’, 105+2’ Lodi 91’ Serafini |

| Arbitro: | Lops (Torino) |

|                                                                               |                      |                                                               |
| Giacobbo De Gasperi Crocetti Karlovic Riberto Milani Marchesan Mazzocco Cozza | Tiri di rigore 7 – 6 | Perna Frara Fattori Candreva Frick Pacilli Peluso Bono Troise |

| Arbitro: | Gabriele (Frosinone) |

|                                 |                      |                                             |
| Corona Morello Calzi Sorrentino | Tiri di rigore 2 – 4 | Vargas Ruotolo Paulinho Palladino Lucarelli |

| Arbitro: | Gava (Conegliano) |

|                                      |           |                         |
| Trinchera 13’, 26’ Menolascina 90+1’ | Marcatori | 1’ Carobbio 67’ Joelson |

| Arbitro: | Ciampi (Roma 1) |

|               |           |                        |
| Pellicori 21’ | Marcatori | 46’ Esposito 71’ Suazo |

| Arbitro: | Racalbuto (Gallarate) |

|                |           |  |
| Capparella 73’ | Marcatori |  |

| Arbitro: | Pantana (Macerata) |

|  |           |           |
|  | Marcatori | 81’ Loria |

| Arbitro: | Cassarà (Palermo) |

|  |           |                   |
|  | Marcatori | 87’ (rig.) Chiesa |

| Arbitro: | De Marco (Chiavari) |

|                                     |                      |                                            |
| Zoboli 22’ (aut.) Cutolo 104’       | Marcatori            | 52’ Possanzini 111’ Zambrella              |
| Cutolo Raimondi Vigna Ogliari Conte | Tiri di rigore 4 – 5 | Strada Zambrella Mareco Martinez Milanetto |

| Arbitro: | Morganti (Ascoli Piceno) |

|  |           |             |
|  | Marcatori | 46’ Semioli |

| Arbitro: | Dattilo (Locri) |

|                               |           |             |
| Mora 80’ Anaclerio 86’ (rig.) | Marcatori | 49’ Ferraro |

| Arbitro: | Herberg (Messina) |

|                                           |                      |                                          |
| Bertolini 27’                             | Marcatori            | 85’ Preite                               |
| Scazzola Campi Tricarico Federici Espinal | Tiri di rigore 3 – 4 | Tarantino Napolitano Lunardini Bandirali |

| Arbitro: | Paparesta (Bari) |

|                  |           |               |
| Cacia 66’, 90+2’ | Marcatori | 89’ Teodorani |

| Arbitro: | Bertini (Arezzo) |

|              |           |  |
| Salvetti 87’ | Marcatori |  |

| Arbitro: | Romeo (Verona) |

|           |           |                              |
| Motta 34’ | Marcatori | 82’ (rig.) Toni 120’ Donadel |

| Arbitro: | Rosetti (Torino) |

|  |           |           |
|  | Marcatori | 78’ Dedic |

### Terzo turno
Le gare del terzo turno si sono svolte il 20-21 e 22 agosto 2005.
| Squadra 1   | Risultato       | Squadra 2  |
| ----------- | --------------- | ---------- |
| Empoli      | 1 - 1 (7-8 dtr) | Parma      |
| Cittadella  | 3 - 2           | Livorno    |
| Manfredonia | 2 - 2 (4-6 dtr) | Cagliari   |
| Siena       | 0 - 4           | Atalanta   |
| Brescia     | 1 - 0           | Chievo     |
| Pavia       | 0 - 0 (5-6 dtr) | Bari       |
| Napoli      | 1 - 0           | Piacenza   |
| Cesena      | 0 - 1           | Fiorentina |

Note
1. ↑  Inversione di campo rispetto all'esito del sorteggio.

| Arbitro: | Ayroldi (Molfetta) |

|                                                               |                      |                                                                     |
| Gasparetto 23’                                                | Marcatori            | 43’ (rig.) Simplício                                                |
| Buzzegoli Vannucchi Almirón Lodi Tavano Lucchini Vanigli Coda | Tiri di rigore 6 – 7 | Rosina Pisanu Grella Cardone Contini Simplício Bresciano Delvecchio |

| Arbitro: | Mazzoleni (Bergamo) |

|                                      |           |                            |
| Giacobbo 15’ Colussi 38’ Riberto 46’ | Marcatori | 25’ Lucarelli 90’ Pfertzel |

| Arbitro: | Giannoccaro (Lecce) |

|                                         |                      |                            |
| Piccioni 43’ Manca 90’                  | Marcatori            | 12’ Esposito 18’ Suazo     |
| Terracciano Di Simone Trinchera Barusso | Tiri di rigore 2 – 4 | Suazo Conti Esposito Gobbi |

| Arbitro: | Bergonzi (Genova) |

|  |           |                                         |
|  | Marcatori | 18’, 41’ Soncin 58’ Lazzari 72’ Defendi |

| Arbitro: | Rocchi (Firenze) |

|            |           |  |
| Mareco 83’ | Marcatori |  |

| Arbitro: | Collina (Viareggio) |

|                                                                          |                      |                                                                 |
| Tarantino Gorini Lunardini Bandirali Sciaccaluga Meggiorini Preite Rossi | Tiri di rigore 5 – 6 | Micolucci Anaclerio Goretti Sibilano Mora Maah Bellavista Gazzi |

| Arbitro: | Palanca (Roma 1) |

|            |           |  |
| Sosa 90+1’ | Marcatori |  |

| Arbitro: | Pieri (Lucca) |

|  |           |               |
|  | Marcatori | 90+4’ Pazzini |

## Fase finale

### Tabellone
|  | Ottavi di finale | Ottavi di finale | Ottavi di finale | Ottavi di finale |   |               | Quarti di finale | Quarti di finale | Quarti di finale | Quarti di finale |         |   | Semifinali | Semifinali | Semifinali | Semifinali |      |   | Finale | Finale | Finale | Finale |
|  |                  |                  |                  |                  |   |               |                  |                  |                  |                  |         |   |            |            |            |            |      |   |        |        |        |        |
|  | Milan            | 3                | 4                | 7                |   |               |                  |                  |                  |                  |         |   |            |            |            |            |      |   |        |        |        |        |
|  | Brescia          | 1                | 3                | 4                |   |               |                  |                  |                  |                  |         |   |            |            |            |            |      |   |        |        |        |        |
|  | Brescia          | 1                | 3                | 4                |   | Milan         | 1                | 0                | 1                |                  |         |   |            |            |            |            |      |   |        |        |        |        |
|  |                  |                  |                  |                  |   | Milan         | 1                | 0                | 1                |                  |         |   |            |            |            |            |      |   |        |        |        |        |
|  |                  | Palermo          | 0                | 3                | 3 |               |                  |                  |                  |                  |         |   |            |            |            |            |      |   |        |        |        |        |
|  | Bari             | Palermo          | 0                | 3                | 3 | 0             | 4                | 4                |                  |                  |         |   |            |            |            |            |      |   |        |        |        |        |
|  | Bari             |                  |                  |                  |   | 0             | 4                | 4                |                  |                  |         |   |            |            |            |            |      |   |        |        |        |        |
|  | Palermo          | 0                | 5                | 5                |   |               |                  |                  |                  |                  |         |   |            |            |            |            |      |   |        |        |        |        |
|  | Palermo          | 0                | 5                | 5                |   |               |                  |                  |                  |                  | Palermo | 2 | 0          | 2          |            |            |      |   |        |        |        |        |
|  |                  |                  |                  |                  |   |               |                  |                  |                  |                  |         | 2 | 0          | 2          |            |            |      |   |        |        |        |        |
|  |                  | Roma (gfc)       | 1                | 1                | 2 |               |                  |                  |                  |                  |         |   |            |            |            |            |      |   |        |        |        |        |
|  | Fiorentina       | Roma (gfc)       | 1                | 1                | 2 | 2             | 1                | 3                |                  |                  |         |   |            |            |            |            |      |   |        |        |        |        |
|  | Fiorentina       |                  |                  |                  |   | 2             | 1                | 3                |                  |                  |         |   |            |            |            |            |      |   |        |        |        |        |
|  | Juventus         | 2                | 4                | 6                |   |               |                  |                  |                  |                  |         |   |            |            |            |            |      |   |        |        |        |        |
|  | Juventus         | 2                | 4                | 6                |   | Juventus      | 2                | 1                | 3                |                  |         |   |            |            |            |            |      |   |        |        |        |        |
|  |                  |                  |                  |                  |   | Juventus      | 2                | 1                | 3                |                  |         |   |            |            |            |            |      |   |        |        |        |        |
|  |                  | Roma (gfc)       | 3                | 0                | 3 |               |                  |                  |                  |                  |         |   |            |            |            |            |      |   |        |        |        |        |
|  | Napoli           | Roma (gfc)       | 3                | 0                | 3 | 0             | 1                | 1                |                  |                  |         |   |            |            |            |            |      |   |        |        |        |        |
|  | Napoli           |                  |                  |                  |   | 0             | 1                | 1                |                  |                  |         |   |            |            |            |            |      |   |        |        |        |        |
|  | Roma             | 3                | 2                | 5                |   |               |                  |                  |                  |                  |         |   |            |            |            |            |      |   |        |        |        |        |
|  | Roma             | 3                | 2                | 5                |   |               |                  |                  |                  |                  |         |   |            |            |            |            | Roma | 1 | 1      | 2      |        |        |
|  |                  |                  |                  |                  |   |               |                  |                  |                  |                  |         |   |            |            |            |            |      | 1 | 1      | 2      |        |        |
|  |                  | Inter            | 1                | 3                | 4 |               |                  |                  |                  |                  |         |   |            |            |            |            |      |   |        |        |        |        |
|  | Lazio            | Inter            | 1                | 3                | 4 | 2             | 0                | 2                |                  |                  |         |   |            |            |            |            |      |   |        |        |        |        |
|  | Lazio            |                  |                  |                  |   | 2             | 0                | 2                |                  |                  |         |   |            |            |            |            |      |   |        |        |        |        |
|  | Cittadella       | 0                | 0                | 0                |   |               |                  |                  |                  |                  |         |   |            |            |            |            |      |   |        |        |        |        |
|  | Cittadella       | 0                | 0                | 0                |   | Lazio         | 1                | 0                | 1                |                  |         |   |            |            |            |            |      |   |        |        |        |        |
|  |                  |                  |                  |                  |   | Lazio         | 1                | 0                | 1                |                  |         |   |            |            |            |            |      |   |        |        |        |        |
|  |                  | Inter            | 1                | 1                | 2 |               |                  |                  |                  |                  |         |   |            |            |            |            |      |   |        |        |        |        |
|  | Parma            | Inter            | 1                | 1                | 2 | 0             | 0                | 0                |                  |                  |         |   |            |            |            |            |      |   |        |        |        |        |
|  | Parma            |                  |                  |                  |   | 0             | 0                | 0                |                  |                  |         |   |            |            |            |            |      |   |        |        |        |        |
|  | Inter            | 1                | 0                | 1                |   |               |                  |                  |                  |                  |         |   |            |            |            |            |      |   |        |        |        |        |
|  | Inter            | 1                | 0                | 1                |   |               |                  |                  |                  |                  | Inter   | 1 | 2          | 3          |            |            |      |   |        |        |        |        |
|  |                  |                  |                  |                  |   |               |                  |                  |                  |                  |         | 1 | 2          | 3          |            |            |      |   |        |        |        |        |
|  |                  | Udinese          | 0                | 2                | 2 |               |                  |                  |                  |                  |         |   |            |            |            |            |      |   |        |        |        |        |
|  | Atalanta         | Udinese          | 0                | 2                | 2 | 1             | 1                | 2                |                  |                  |         |   |            |            |            |            |      |   |        |        |        |        |
|  | Atalanta         |                  |                  |                  |   | 1             | 1                | 2                |                  |                  |         |   |            |            |            |            |      |   |        |        |        |        |
|  | Udinese          | 0                | 3                | 3                |   |               |                  |                  |                  |                  |         |   |            |            |            |            |      |   |        |        |        |        |
|  | Udinese          | 0                | 3                | 3                |   | Udinese (gfc) | 1                | 2                | 3                |                  |         |   |            |            |            |            |      |   |        |        |        |        |
|  |                  |                  |                  |                  |   | Udinese (gfc) | 1                | 2                | 3                |                  |         |   |            |            |            |            |      |   |        |        |        |        |
|  |                  | Sampdoria        | 1                | 2                | 3 |               |                  |                  |                  |                  |         |   |            |            |            |            |      |   |        |        |        |        |
|  | Cagliari         | Sampdoria        | 1                | 2                | 3 | 1             | 1                | 2                |                  |                  |         |   |            |            |            |            |      |   |        |        |        |        |
|  | Cagliari         |                  |                  |                  |   | 1             | 1                | 2                |                  |                  |         |   |            |            |            |            |      |   |        |        |        |        |
|  | Sampdoria        | 1                | 2                | 3                |   |               |                  |                  |                  |                  |         |   |            |            |            |            |      |   |        |        |        |        |

### Ottavi di finale
Le gare di andata degli ottavi di finale si sono svolte tra il 29 novembre e l'8 dicembre 2005.
Milan e Lazio disputarono la partita di andata in casa, ai sensi dell'art.4.2 del regolamento, in quanto inserite nel tabellone con il numero più alto rispetto a Inter e Roma.
Le partite Milan-Brescia, Atalanta-Udinese, Parma-Inter e Fiorentina-Juventus cominciarono con cinque minuti di ritardo, rispetto all'orario stabilito, per iniziativa della FIGC in seguito agli insulti razzisti rivolti da parte della tifoseria interista al giocatore del Messina Marc Zoro in occasione della gara Messina-Inter del 27 novembre 2005, con il giocatore che minacciò di abbandonare il campo per protesta.
| Squadra 1  | Totale | Squadra 2  | Andata | Ritorno |
| ---------- | ------ | ---------- | ------ | ------- |
| Milan      | 7 - 4  | Brescia    | 3 - 1  | 4 - 3   |
| Atalanta   | 2 - 3  | Udinese    | 1 - 0  | 1 - 3   |
| Parma      | 0 - 1  | Inter      | 0 - 1  | 0 - 0   |
| Fiorentina | 3 - 6  | Juventus   | 2 - 2  | 1 - 4   |
| Bari       | 4 - 5  | Palermo    | 0 - 0  | 4 - 5   |
| Lazio      | 2 - 0  | Cittadella | 2 - 0  | 0 - 0   |
| Napoli     | 1 - 5  | Roma       | 0 - 3  | 1 - 2   |
| Cagliari   | 2 - 3  | Sampdoria  | 1 - 1  | 1 - 2   |

#### Andata
| Arbitro: | Rizzoli (Bologna) |

|                                       |           |             |
| Rui Costa 26’ Gilardino 40’ Vieri 68’ | Marcatori | 47’ Alberti |

| Arbitro: | Paparesta (Bari) |

|                |           |  |
| D'Agostino 53’ | Marcatori |  |

| Arbitro: | Morganti (Ascoli Piceno) |

|  |           |             |
|  | Marcatori | 74’ Martins |

| Arbitro: | Palanca (Roma 1) |

|                         |           |                       |
| Božinov 38’ Pazzini 50’ | Marcatori | 52’ Pessotto 69’ Mutu |

| Bari 7 dicembre 2005, ore 18:00 CET | Bari            | 0 – 0 referto | Palermo | Stadio San Nicola (2.969 spett.)\| Arbitro: \| Brighi (Cesena) \| |
| Arbitro:                            | Brighi (Cesena) |               |         |                                                                   |

| Arbitro: | Pantana (Macerata) |

|                               |           |  |
| Inzaghi 39’ (rig.) Pandev 84’ | Marcatori |  |

| Arbitro: | Dondarini (Finale Emilia) |

|  |           |                                  |
|  | Marcatori | 34’ Aquilani 40’ Nonda 83’ Okaka |

| Arbitro: | Stefanini (Prato) |

|           |           |           |
| Cocco 89’ | Marcatori | 69’ Pavan |

#### Ritorno
| Arbitro: | De Marco (Chiavari) |

|                                              |           |                                                   |
| Del Nero 38’ Di Biagio 61’ (rig.) Hamsik 71’ | Marcatori | 15’ Seedorf 31’ Inzaghi 48’, 88’ (rig.) Rui Costa |

| Arbitro: | Tagliavento (Terni) |

|                                          |           |             |
| Mauri 17’ Pieri 78’ Di Natale 80’ (rig.) | Marcatori | 68’ Ariatti |

| Milano 12 gennaio 2006, ore 21:00 CET | Inter               | 0 – 0 referto | Parma | Stadio Giuseppe Meazza (3.294 spett.)\| Arbitro: \| Giannoccaro (Lecce) \| |
| Arbitro:                              | Giannoccaro (Lecce) |               |       |                                                                            |

| Arbitro: | Dattilo (Locri) |

|                                        |           |             |
| Del Piero 9’, 17’, 56’ (rig.) Mutu 21’ | Marcatori | 64’ Bojinov |

| Arbitro: | Gabriele (Frosinone) |

|                                                            |           |                                                               |
| González 7’, 66’ Corini 45’ (rig.) Codrea 60’ Terlizzi 62’ | Marcatori | 19’ (rig.) Vantaggiato 56’ Pagano 68’ Santoruvo 78’ Anaclerio |

| Padova 12 gennaio 2006, ore 15:30 CET | Cittadella                  | 0 – 0 referto | Lazio | Stadio Euganeo (7.569 spett.)\| Arbitro: \| Girardi (San Donà di Piave) \| |
| Arbitro:                              | Girardi (San Donà di Piave) |               |       |                                                                            |

| Arbitro: | Bergonzi (Genova) |

|                          |           |              |
| Aquilani 39’ Mancini 45’ | Marcatori | 90+1’ Amodio |

| Arbitro: | Banti (Livorno) |

|                   |           |             |
| Flachi 78’, 90+4’ | Marcatori | 90+3’ Gobbi |

### Quarti di finale
Le gare di andata dei quarti di finale si sono svolte il 24-25 e 26 gennaio 2006, quelle di ritorno il 31 gennaio e il 1° e 2 febbraio 2006.
Il Milan disputò la partita di andata in casa, ai sensi dell'art.4.2 del regolamento, in quanto inserito nel tabellone con il numero più alto rispetto all'Inter.
| Squadra 1 | Totale      | Squadra 2 | Andata | Ritorno |
| --------- | ----------- | --------- | ------ | ------- |
| Lazio     | 1 - 2       | Inter     | 1 - 1  | 0 - 1   |
| Udinese   | 3 - 3 (gfc) | Sampdoria | 1 - 1  | 2 - 2   |
| Milan     | 1 - 3       | Palermo   | 1 - 0  | 0 - 3   |
| Juventus  | 3 - 3 (gfc) | Roma      | 2 - 3  | 1 - 0   |

#### Andata
| Arbitro: | Rizzoli (Bologna) |

|                |           |               |
| Manfredini 27’ | Marcatori | 26’ Stanković |

| Arbitro: | Rocchi (Firenze) |

|               |           |           |
| Di Natale 23’ | Marcatori | 76’ Diana |

| Arbitro: | Farina (Novi Ligure) |

|               |           |  |
| Gilardino 86’ | Marcatori |  |

| Arbitro: | Tombolini (Ancona) |

|                     |           |                                      |
| Del Piero 72’ 90+4’ | Marcatori | 38’ Mancini 61’ Tommasi 68’ Perrotta |

#### Ritorno
| Arbitro: | Morganti (Ascoli Piceno) |

|               |           |  |
| Stanković 37’ | Marcatori |  |

| Arbitro: | Rodomonti (Roma 1) |

|                     |           |                         |
| Foti 62’ Pisano 70’ | Marcatori | 43’ Di Natale 58’ Pieri |

| Arbitro: | Ayroldi (Molfetta) |

|                                  |           |  |
| González 10’, 50’ Caracciolo 18’ | Marcatori |  |

| Arbitro: | Dondarini (Finale Emilia) |

|  |           |                 |
|  | Marcatori | 48’ (rig.) Mutu |

### Semifinali
Le gare di andata delle semifinali si sono svolte il 22 marzo 2006, quelle di ritorno il 11-12 aprile 2006.
| Squadra 1 | Totale      | Squadra 2 | Andata | Ritorno |
| --------- | ----------- | --------- | ------ | ------- |
| Inter     | 3 - 2       | Udinese   | 1 - 0  | 2 - 2   |
| Palermo   | 2 - 2 (gfc) | Roma      | 2 - 1  | 0 - 1   |

#### Andata
| Arbitro: | Saccani (Mantova) |

|            |           |  |
| Solari 20’ | Marcatori |  |

| Arbitro: | Morganti (Ascoli Piceno) |

|                          |           |             |
| Brienza 4’ Mutarelli 69’ | Marcatori | 1’ Perrotta |

#### Ritorno
| Arbitro: | Ayroldi (Molfetta) |

|                               |           |                       |
| Obodo 83’ Iaquinta 89’ (rig.) | Marcatori | 8’ Solari 86’ Pizarro |

| Arbitro: | Racalbuto (Gallarate) |

|             |           |  |
| Tommasi 30’ | Marcatori |  |

### Finale
La finale di andata si è svolta il 3 maggio 2006, mentre quella di ritorno l'11 maggio 2006.
| Squadra 1 | Totale | Squadra 2 | Andata | Ritorno |
| --------- | ------ | --------- | ------ | ------- |
| Roma      | 2 - 4  | Inter     | 1 - 1  | 1 - 3   |

#### Andata
| Arbitro: | Trefoloni (Siena) |

|             |           |         |
| Mancini 55’ | Marcatori | 8’ Cruz |

| Roma | Inter |

##### Formazioni
| Roma (4-1-4-1)    |    |                     |     |     |
|                   |    |                     |     |     |
| P                 | 32 | Doni                |     |     |
| D                 | 2  | Christian Panucci   |     |     |
| D                 | 5  | Philippe Mexès      | 71’ |     |
| D                 | 13 | Cristian Chivu      |     | 46’ |
| D                 | 25 | Leandro Cufré       |     |     |
| C                 | 16 | Daniele De Rossi    |     |     |
| C                 | 17 | Damiano Tommasi (C) |     | 80’ |
| C                 | 14 | Houssine Kharja     |     |     |
| C                 | 20 | Simone Perrotta     |     |     |
| C                 | 30 | Mancini             |     | 85’ |
| A                 | 11 | Rodrigo Taddei      | 43’ |     |
| Sostituzioni:     |    |                     |     |     |
| P                 | 1  | Gianluca Curci      |     |     |
| D                 | 3  | Cesare Bovo         |     | 46’ |
| D                 | 4  | Samuel Kuffour      |     |     |
| C                 | 7  | Edgar Álvarez       |     | 85’ |
| A                 | 10 | Francesco Totti     |     |     |
| A                 | 40 | Shabani Nonda       |     |     |
| A                 | 35 | Stefano Okaka       |     | 80’ |
| Allenatore:       |    |                     |     |     |
| Luciano Spalletti |    |                     |     |     |

| Inter (4-4-2)   |    |                    |     |     |
|                 |    |                    |     |     |
| P               | 12 | Júlio César        |     |     |
| D               | 4  | Javier Zanetti (C) |     |     |
| D               | 2  | Iván Córdoba       |     |     |
| D               | 25 | Walter Samuel      | 66’ | 70’ |
| D               | 16 | Giuseppe Favalli   |     |     |
| C               | 7  | Luís Figo          |     |     |
| C               | 19 | Esteban Cambiasso  |     |     |
| C               | 8  | David Pizarro      | 90’ |     |
| C               | 5  | Dejan Stanković    |     | 73’ |
| A               | 10 | Adriano            |     | 80’ |
| A               | 9  | Julio Ricardo Cruz | 12’ |     |
| Sostituzioni:   |    |                    |     |     |
| P               | 1  | Francesco Toldo    |     |     |
| D               | 3  | Nicolás Burdisso   |     | 70’ |
| D               | 23 | Marco Materazzi    |     |     |
| C               | 31 | César              |     | 73’ |
| C               | 18 | Kily González      |     |     |
| C               | 21 | Santiago Solari    |     |     |
| A               | 30 | Obafemi Martins    | 90’ | 80’ |
| Allenatore:     |    |                    |     |     |
| Roberto Mancini |    |                    |     |     |

#### Ritorno
| Arbitro: | Messina (Bergamo) |

|                                     |           |           |
| Cambiasso 6’ Cruz 45+2’ Martins 76’ | Marcatori | 80’ Nonda |

| Inter | Roma |

##### Formazioni
| Inter (4-4-2)   |    |                      |     |     |
|                 |    |                      |     |     |
| P               | 12 | Júlio César          |     |     |
| D               | 4  | Javier Zanetti (C)   |     |     |
| D               | 25 | Walter Samuel        |     |     |
| D               | 23 | Marco Materazzi      | 80’ |     |
| D               | 16 | Giuseppe Favalli     |     |     |
| C               | 7  | Luís Figo            |     | 81’ |
| C               | 19 | Esteban Cambiasso    |     |     |
| C               | 8  | David Pizarro        | 43’ |     |
| C               | 5  | Dejan Stanković      |     | 58’ |
| A               | 10 | Adriano              |     | 67’ |
| A               | 9  | Julio Ricardo Cruz   |     |     |
| Sostituzioni:   |    |                      |     |     |
| P               | 1  | Francesco Toldo      |     |     |
| D               | 3  | Nicolás Burdisso     |     |     |
| D               | 33 | Pierre Womé          |     |     |
| C               | 14 | Juan Sebastián Verón |     |     |
| C               | 18 | Kily González        |     | 81’ |
| C               | 21 | Santiago Solari      |     | 58’ |
| A               | 30 | Obafemi Martins      |     | 67’ |
| Allenatore:     |    |                      |     |     |
| Roberto Mancini |    |                      |     |     |

| Roma (4-2-3-1)    |    |                     |     |     |
|                   |    |                     |     |     |
| P                 | 32 | Doni                |     |     |
| D                 | 2  | Christian Panucci   |     |     |
| D                 | 3  | Cesare Bovo         | 84’ |     |
| D                 | 13 | Cristian Chivu      |     | 13’ |
| D                 | 25 | Leandro Cufré       |     |     |
| C                 | 15 | Olivier Dacourt     |     |     |
| C                 | 17 | Damiano Tommasi (C) |     |     |
| C                 | 28 | Aleandro Rosi       | 83’ |     |
| C                 | 14 | Houssine Kharja     | 36’ | 76’ |
| C                 | 30 | Mancini             |     |     |
| A                 | 35 | Stefano Okaka       |     | 54’ |
| Sostituzioni:     |    |                     |     |     |
| P                 | 1  | Gianluca Curci      |     |     |
| D                 | 4  | Samuel Kuffour      |     | 13’ |
| C                 | 16 | Daniele De Rossi    |     |     |
| C                 | 29 | Leandro Greco       |     |     |
| C                 | 7  | Edgar Álvarez       |     |     |
| A                 | 10 | Francesco Totti     |     | 54’ |
| A                 | 40 | Shabani Nonda       |     | 76’ |
| Allenatore:       |    |                     |     |     |
| Luciano Spalletti |    |                     |     |     |

## Classifica marcatori
| Gol | Rigori |  | Giocatore            | Squadra  |
| --- | ------ |  | -------------------- | -------- |
| 5   | 1      |  | Alessandro Del Piero | Juventus |
| 4   |        |  | Mariano González     | Palermo  |